# McArthur (Califòrnia)
McArthur és una concentració de població designada pel cens dels Estats Units a l'estat de Califòrnia. Segons el cens del 2000 tenia 365 habitants.

## Demografia
Segons el cens del 2000, McArthur tenia 365 habitants, 150 habitatges, i 100 famílies. La densitat de població era de 139,5 habitants/km².
Dels 150 habitatges en un 30% hi vivien nens de menys de 18 anys, en un 54,7% hi vivien parelles casades, en un 4% dones solteres, i en un 33,3% no eren unitats familiars. En el 29,3% dels habitatges hi vivien persones soles el 12,7% de les quals corresponia a persones de 65 anys o més que vivien soles. El nombre mitjà de persones vivint en cada habitatge era de 2,43 i el nombre mitjà de persones que vivien en cada família era de 2,97.
Per edats la població es repartia de la següent manera: un 25,8% tenia menys de 18 anys, un 9,3% entre 18 i 24, un 25,2% entre 25 i 44, un 27,9% de 45 a 60 i un 11,8% 65 anys o més.
L'edat mediana era de 38 anys. Per cada 100 dones de 18 o més anys hi havia 106,9 homes.
La renda mediana per habitatge era de 16.116 $ i la renda mediana per família de 23.125 $. Els homes tenien una renda mediana de 27.188 $ mentre que les dones 19.750 $. La renda per capita de la població era de 9.813 $. Entorn del 36,3% de les famílies i el 36% de la població estaven per davall del llindar de pobresa.

## Poblacions més properes
El següent diagrama mostra les poblacions més properes.